# 株洲市第二中学
27°49′18″N 113°07′28″E / 27.821599°N 113.124418°E
株洲市第二中学位于湖南省株洲市天元区博古山东路728号，为株洲市公立学校，湖南省示范性中学之一。

## 历史
1955年5月24日，学校建立在株洲市贺嘉路13号，为初级中学，1956年，学校升格为高级中学。
1996年，株洲市第二中学搬迁到株洲市天台路33号（今珠江南路518号）。
2014年4月，株洲市人民政府为满足群众对优质教育资源的需求，决定将株洲市第二中学整体搬迁至博古山东路728号，并作为政府十大民生实事工程来督办。2014年9月1日，学校顺利迁入新校址办学.

## 学校文化

### 理念
保证优良、培养能力、发展个性

### 校风
严谨、和谐、生动

### 教风
博学、善导、爱生

### 学风
乐学、善思、尊师

### 社团
株洲市第二中学一共有18个文化艺术体育社团，著名的有：湖南省发明协会株洲市二中分会、信息协会、蓝天文学社、体育俱乐部。

## 奖项
株洲市第二中学先后荣获“全国首批中央教科所实验学校”、“全国现代教育技术实验学校”、“全国创造教育先进单位”、“全国电化教育先进单位”、“全国劳技教育先进单位”、“全国体育传统项目学校先进单位”、“湖南省文明卫生先进单位”、“湖南省绿色学校”、“广州军区国防生生源基地”、“湖南省军训工作先进单位”、“湖南省青少年科技活动示范基地”、“小发明家的摇篮”、“株洲市双文明建设红旗单位”、“株洲市精神文明建设先进单位”、“株洲市园林式单位”、“株洲市课程改革示范校”等荣誉奖项。